# بايوشوك إنفنت
بايوشوك إنفنت (بالإنجليزية: BioShock Infinite)‏ هي لعبة فيديو من نوع تصويب منظور الشخص الأول طورت من قبل إراشينال جيمز ونشرت بواسطة تو كي جيمز صدرت عالمياً في 26 مارس 2013 على ويندوز، و‌بلاي ستيشن 3، و‌إكس بوكس 360. بايوشوك إنفنت هي اللعبة الثالثة في سلسلة بايوشوك، وعلى الرغم من أنها ليست جزء من قصة الألعاب السابقة، إلا أنها تتضمن طريقة لعب ومواضيع متشابه مع سابقاتها. مفهوم اللعبة وخلفيتها طورت من قبل كين ليفين، الرئيس الأبداعي لإراشينال جيمز، الذي أخذ ألهام من الأحداث التاريخية في مطلع القرن العشرين، إضافة إلى أحداث في العصر الحالي مثل حركة "احتلوا".
تقع أحداث اللعبة في عام 1919 خلال فترة نمو الاستثناء الأمريكي، بطل اللعبة هو عميل سابق لدى شركة أمنية يدعى بوكر دويت، يرسل إلى مدينة كولومبيا العائمة في الهواء للبحث عن فتاة تدعى إليزابيث، التي أمضت معظم حياتها محبوسة. مع أن بوكر ينقذ إليزابيث، إلا أن الأثنان يتم مطاردتهما من قبل الجماعتين المتحاربتين في المدينة: المؤسسون "The Founders" الذين يسعون لإبقاء كولومبيا بحتة للأميركيين، والأخرى تدعى صوت الشعب "Vox Populi" الذين يمثلون عامة الناس. يجد بوكر أن إليزابيث هي مركزية في هذا الصراع، ويعلم أن لديها قوى غريبة تمكنها من التلاعب بالزمكان أي تفتح شقوق إلى أكوان أخرى.
يتحكم اللاعب بشخصية بوكر خلال اللعبة وترافقه لاحقاً إليزابيث. مثل الأجزاء الماضية، يستخدم اللاعب مجموعة من الأسلحة والعُدَد وقوى عقلية تُكتسب أثناء اللعب. إليزابيث هي الأخرى تمتلك أيضاً قوى تساعد بها بوكر أثناء القتال. وعلى النقيض من المساحات المحدودة في مدينة رابتشر "Rapture" الموجودة تحت الماء، توفر مدينة كولوكبيا الموجودة في الهواء الطلق تحديات أكبر بالقتال، تشمل القتال الذي يجري عبر سكك المدينة المعلقة "Skyline". اللعبة تحتوي أيضاً على نمط أخيتاري يدعى «نمط 1999» حيث الخيارات التي يتخذها اللاعب ستكون لها تأثير دائمي على اللعبة.
تلقت بايوشوك إنفنت على إشادة عالمية من النقاد عند صدورها، حيث حصلت على مجموع نقاط عالي من جيم رانكينجز وميتاكريتيك على جمع المنصات الثلاثة. تم مدح اللعبة خصوصاً من ناحية القصة والرسوم الجميلة. اللعبة باعت أكثر من 4 ملايين نسخة منذ صدورها وحتى الآن.

إليزابيث كما تبدوا داخل اللعبة.

مدينة كولومبيا المعلقة في الهواء.

## قصة
في 1912، يؤخذ بوكر دويت من قبل التوأم لوتيس "Lutece" إلى منارة جزيرة قبالة ساحل ولاية ماين; هيكل المنارة يضم صاروخ ينقل فيه بوكر إلى كولومبيا، في مهمة «أسترد الفتاة وأمسح الدَين».
يصل بوكر إلى كولومبيا ويبقى فيها دون أن يلاحظ حتى يتعرف أحد رجال الشرطة على الحرفان "AD" الموجودان على يد بوكر، وهي علامة القائد المزيف "False Shepherd" التي تنبأ كومستوك بأنها ستفسد إليزابيث وتؤدي إلى سقوط كولومبيا. الآن يصبح بوكر رجل مطلوب، فيشق طريقه بالقتال إلى جزيرة النصب التذكاري حيث إليزابيث محتجزة هناك داخل برج، يكتشف بوكر جهاز كبيرة يدعى السيفون. بعد تحرير أليزابيث، يهاجم مخلوق مكيانكي عملاق يدعى الطائر المغرد "songbird" البرج ويدمر جزء من التمثال، وبوكر وأليزابيث بالكاد ينجوان بحياتهما. يقرر الأثنان التوجه إلى المطار، وأخذ منطاد إلى باريس، التي لطالما أرادت إليزابيث رؤيتها، لكن عندما يوجه بوكر المنطاد بأتجاه نيويورك بهدف تسليم إليزابيث، تقوم أليزابيث بضربه وتفقده الوعي. يستيقظ بوكر ليجد أن أليزابيث قد هربت والمنطاد تحت سيطرة صوت الشعب وقائدتهم ديزي فيتزروي. تعرض ديزي على بوكر بأن يسترجع المنطاد مقابل أن يسترجع هو شحنة من الأسلحة من الضواحي الفقيرة في كولومبيا.
ترجع أليزابيث إلى بوكر، ويذهبان إلى عمق المدينة. بينما تستخدم إليزابيث قدرتها على التلاعب بالشقوق من أجل المساعدة في رحلتهم، يزداد قلقها من عواقب التلاعب بالواقع. تقودهم أحد الشقوق إلى عالم حيث بوكر يصبح شهيد لقضية صوت الشعب، ويؤدي ذلك إلى أندلاع حرب بين صوت الشعب والمؤسسون. في هذا الكون تؤمن ديزي بأن هذا البوكر سيقوض تضحيات بوكر الخاص بهم، ويهدد بأضعاف قضية صوت الشعب، لذلك توجه قواتها بأتجاه. تضطر أليزابيث إلى قتل ديزي عندما تحاول قتل أحد أطفال المؤسسين.
بينما يتحضرون لمغادرة كولومبيا بالمنطاد، يقوم الطائر المغرد بمهاجمتهم ويتحطم المنطاد. بينما يبحث الأثنان عن مهرب من المدينة، يبدأن بكشف مؤامرة وراء تأسيس المدينة. كومستوك قد أخذ أليزابيث لتصبح أبنته بالتبني ولتكون وريثته في قيادة المدينة. وأستخدم التوأم لوتيس لبناء السيفون من أجل كبح قوى أليزابيث. قبل أن يخطط لقتلهم جنبا إلى جنب مع زوجته لإخفاء الحقيقة، وليضع اللوم في ذلك على صوت الشعب. يتم أمساك أليزابيث من قبل الطائر المغرد ويأخذها إلى قصر كومستوك. يتبعها بوكر لكنه يُجر إلى المستقبل بواسطة النسخة المسنة من أليزابيث التي عانت سنين من التعذيب وغسل دماغ بغياب بوكر، وتكشف له أن الطائر المغرد يقوم دائماً بإيقاف محاولات إنقاذه (بوكر)؛ هي ورثت قضية كومستوك وتشن حرب على العالم. تناشد أليزابيث المسنة بوكر أن يوقف هذا المستقبل من الحدوث، وتعرض عليه طريقة للسيطرة على الطائر المغرد.
يعود بوكر إلى الحاضر وينقذ أليزابيث. ثم يقومان بمطارد كومستوك إلى سفينته. يطالب كومستوك بأن يوضح بوكر لماذا أصبع أليزابيث مفقود. يغضب بوكر ويقوم بأغراق كومستوك. بوكر ينفي معرفته بما حصل لأصبع أليزابيث، لكنها تصر أنه يعرف، لكن لايتذكر. يقرر بوكر تدمير السيفون حتى تستطيع اليزابيث الوصول إلى قوتها الكاملة ومعرفة الحقيقة. يقوم الأثنان بالتصدي لهجوم صوت الشعب بمساعدة الطائر المغرد بعد أن سيطرا عليه. ثم يأمره بتدمير السيفون. بعدها يدمر الجهاز الذي يتحكم به بوكر بالطائر المغرد، فيهاجمه الطائر لكن أليزابيث تفتح شقً وتنقل ثلاثتم إلى مدينة رابتشر تحت الماء؛ بوكر وأليزابيث يبقيان بأمان داخل المدينة لكن الطائر المغرد يظهر في الخارج ويسحق بسبب الضغط الهائل للمحيط.
أليزابيث تأخذ بوكر إلى سطح هذا الواقع وإلى المنارة. ويسافران عبر بوابة المنارة إلى بقعة خارج المكان والزمان تحتوي على عدد لانهائي من المنارات ونسخ بديلة من بوكر وأليزابيث. تشرح أليزابيث لبوكر أنهم داخل واحد من عدة وقائع (عوالم) ممكنة لاحصر لها مشتابه ومختلفة جذرياً على حد سواء بسبب الخيارات التي أتخذت. هي تريه أنه في 8 أكتوبر 1893، أقترب روبرت لوتيس لبوكر بالنيابة على كومستوك، يطلب منه «أعطنا الفتاة وأمسح الدين،» مشيراً إلى أبنة بوكر الرضيعة، آنا دويت - الحرفان "AD" على يد بوكر. يوافق بوكر بتردد على بيع أبنته لكنه يغير رأيه بسرعة. يصل بوكر متأخراً لإيقاف كومستوك من العبور عبر الشق؛ يؤدي أنغلاق الشق إلى قطع أصبع آنا. يقوم كومستوك فيما بعد بتربية الطفلة لتصبح أليزابيث، أبنته. وبسبب الأصبع المقطوع، تتواجد أليزابيث في واقعين في وقت واحد (هي في واقع وأصبعها في آخر)، مما يعطيها القدرة على فتح وأنشاء شقوق بإرادتها. لاحقاً يغضب روبرت من معاملة كومستوك لأليزابيث وخيانته له، فيقنع أخته روزاليند بمساعدته لجلب بوكر إلى هذا الواقع حيث كولومبيا موجودة لإنقاذ أليزابيث.
تشرح أليزابيث بأن أي فعل سيتخذه بوكر ضد كومستوك، كومستوك سيظل حياً على الأقل في واحد من هؤلاء الأكوان. التوأم لوتيسس حاولوا الحصول على بوكر من أكوان مختلفة لوضع حداً للدورة. الطريقة الوحيدة لكسر الدائرة هي منع كومستوك من الولادة في المقام الأول. تنقل أليزابيث بوكر إلى مكان الذي ذهب أليه ليتعمد ويتطهر من ذنوبه بعد أفعاله في مذبحة الركبة الجريحة في 1893. يتجنب بوكر التعميد في اللحظة الأخيرة، بينما في كون آخر يأخذ التعميد، ويؤسس ديانة، ويصبح كومستوك، ويبني كولومبيا، ويقوم بدعم المشاريع الفيزيائية للتوأم لوتيسس، مما يمكنه فتح شق وألقاء نظرة إلى المستقبل المحتمل. يعلم كومستوك بهويته من بوكر لذلك يخطط لأختطاف آنا لتكون وريثة له في قيادة كولومبيا، لانه أصبح عقيماً بسبب تعرضه لتكنولوجيا التوأم. تنظم إلى بوكر وأليزابث نسخ أخرى من أليزابيث من أكوان آخرى. يسمح بوكر لهم بإغراقه. مانعاً بذلك الخيار الذي كان سيتخذه عند التعميد ويوقف كومستوك من الوجود. ثم تبدأ نسخ أليزابيث بالأختفاء واحد تلو والآخرى، حتى تصل إلى أليزابيث الأصلية فتصبح الشاشة سوداء عندها.
بعد أسماء العاملين على اللعبة يظهر مشهد، يستيقظ بوكر داخل شقته في 8 أكتوبر،1893. ينادي على آنا ويفتح باب غرفتها قبل أن يتنهي المشهد.